# Sușno, Radehiv
Sușno (în ucraineană Сушно) este localitatea de reședință a comunei Sușno din raionul Radehiv, regiunea Liov, Ucraina.

## Demografie
Componența lingvistică a localității Sușno
     Ucraineană (99,41%)
     Alte limbi (0,59%)
Conform recensământului din 2001, majoritatea populației localității Sușno era vorbitoare de ucraineană (99,41%), existând în minoritate și vorbitori de alte limbi.